# كيف كان واديي أخضرا
كيف كان واديي أخضرًا هي رواية نشرت عام 1939 كتبها ريتشارد لويلين، رويت بواسطة هو مورغان، الشخصية الرئيسية، عن عائلته الويلزية ومجتمع التعدين حيث يعيشون. وادعى المؤلف أنه بنى هذا الكتاب على أساس تجاربه الشخصية ولكن تبين أن ذلك غير صحيح بعد وفاته؛ حيث كان لويلين من أصل إنجليزي وقضى القليل من الوقت في ويلز، على الرغم من أنه كان من أصل ويلز. جمع لويلين مادة الرواية من محادثات مع عائلات التعدين المحلية في جلفاش غوتش.
يظهر عنوان الرواية في جملتين. حيث أُستخدم أول مرة في الفصل الثلاثين، بعد أن حظى الراوي بتجربته الجنسية الأولى. يجلس حتى «...   يُمعن النظر في الوادي». ثم يتأمل: «كيف كان واديي أخضر في ذلك اليوم أيضًا، أخضر ومشرق في الشمس». واستخدمت هذه العبارة ثانية في الجملة الأخيرة من الرواية: «كيف كان واديي أخضر آنذاك، ووادي الذي ذهب.»
في الولايات المتحدة، فاز لويلين بجائزة الكتاب الوطني للرواية المفضلة لعام 1940، بتصويت من قبل أعضاء جمعية بائعي الكتب الأمريكية.

## ملخص المؤامرة
تحدث الرواية في جنوب ويلز في عهد الملكة فيكتوريا. حيث تحكي قصة عائلة مورغان، وهي عائلة محترمة تعمل في التعدين تعيش في وديان جنوب ويلز، من خلال أحد الأبناء، وهو هوو مورغان.
إن قدرة هوو الأكاديمية تميزه عن أشقائه الأكبر وتمكنه من التفكير في مستقبل بعيد عن مناجم الفحم الخطرة. حيث أن إخوته الخمسة ووالده عمال مناجم. بعد مقتل شقيقه الأكبر، إيفور، في حادث تعدين، ينتقل هوو للعيش مع زوجة أخيه، برونوين، والتي كان مغرمًا بها دائمًا.
إحدي شقيقات الثلاث لهوو -أنغراد- تزوجت بابن مالك المنجم -الذي لا تحبه- حيث كان الزواج تعيش. حيث أنها لم تتمكن من التغلب على علاقتها السرية بالوزير المحلي
فيما بعد قتل والد هوو في انفجار لغم. بعد أن عرف الجميع أدرك هوو أيضًا إما أن يموت أو ينتقل بعيدًا، وتتحول المدينة إلى قذيفة ملوثة، فيقرر الرحيل، ويحكي قصة حياته قبل مغادرته.

## الشخصيات
مورغان الأكبر:
- غويليم مورغان، والد هوو: يحب أن ينجز الأشياء بشكل صحيح، مع الاهتمام إلى الأخلاق، والتفكير في أعمال المرء الخاصة
- بيت مورغان، والدة هوو: مكرسة وقتها لأطفالها وزوجها، غير متعلمة، تصارع مع مزاجها
- برونوين، زوجة الأخ: شخصية لطيفة يذهب إليها هوو عندما يكون في مشكلة أو يريد معرفة المعلومات التي يخفيها البالغون عنه. وهي والدة غاريث.
- ايفور مورغان، الأخ الأكبر لهوو، يتزوج من برونوين، يقف إل جانب الأب ضد الإضراب، ويدافع عن أنغراد ضد ألفة ايستين إيفانز الأولية.

الأخوة الأوسط: هؤلاء هم إخوة هوو البالغبن الأصغر. يذهب يانتو مبكرًا إلى لندن للبحث عن عمل في التأليف، لكنه يعود تعيسًا. وفعل أوين وجويليم نفس الشيء لاحقًا.
- يانتو مورغان، ثاني أكبر شقيق لهوو
- ديفي مورغان، زعيم النقابة
- أوين مورغان، المخترع، غالبًا ما يكون في السقيفة خلف المنزل يعمل على محرك
- جويليم مورجان (الأصغر سنًا) مع زوجته مارجيد

مورغان الأصغر:
- أنغراد مورجان، أخت هوو، والتي تتزوج من إيستين إيفانز
- سيريدوين مورغان، أخت هوو، تتزوج بليثين
- هوو مورغان، الراوي
- أولوين مورغان، الأخت الصغرى لهوو
- جاريث مورجان، ابن أخ هوو

شخصيات أخرى:
- ميردين غروفييد، الواعظ الذي تحبه أنغراد، والذي يساعد هوو على التعافي من مرضه، وهو داعم للمورجانز.
- إيستين إيفانز، المتغطرس المتأنق، ابن صاحب المنجم، الذي يتلاعب بأنغراد بحسب جويليم الشاب"المغفل المتكبر"" (الفصول 15، 22، 23، إلخ.)
- سيد جوناس، مدرس متغطرس يجعل حياة هوو بائسة. إنه مؤيد للغة الإنجليزية، ويخجل من تراثه الويلزي (الفصول 16 و 18 و 19 و 21)
- سينوين فيليبس فتاة شابة استغلالية مغرمة بهوو (الفصول 24، 25، 26)
- إلياس المحل، عدو عائلة مورغان (الفصلين 8 و 14)
- داي باندو، معلمة الملاكمة لهوو (الفصل 16)

## الطباعة الأولى
تم نشر الطبعة الأولى في عام 1939 من قبل شركة مايكل جوزيف المحدودة، لندن. اشتملت الطبعة الأولى على إصدار محدود من 200 نسخة، مرقمة وموقعة من قبل ريتشارد لويلين. كما تضمنت النسخة المطبوعة الأصلية مسردًا يغطي الكلمات والمصطلحات الويلزية في نهاية الكتاب.

## تتمة
واصل المؤلف قصة حياة هوو مورغان في ثلاث تكملات:
- إلى جبل الغناء (1960) - هوو يهاجر إلى مستعمرة ويلز في باتاغونيا، الأرجنتين
- إلى أسفل حيث يكون القمر صغيرًا (1966) - حياة هوو في الأرجنتين
- Green، Green My Valley Now (1975) - يعود هوو إلى ويلز

## الاقتباسات
كان فيلم هوليوود لعام 1941، الذي حقق نجاحًا كبيرًا، حيث كان فريق عمل يشمل والتر بيدجون، ومورين أوهارا، وآنا لي، ورودي ماكدوال (في دور هوو)، ودونالد كريسب، وباري فيتزجيرالد. لم يكن أي من اللاعبين البارزين من أصل ويلزي (على الرغم من أن الممثل الويلزي ريس ويليامز ظهر لأول مرة على الشاشة في الفيلم في دور ثانوي). من إخراج جون فورد، تم اختيار كيف كان واديي أخضرًا للحفظ في سجل الأفلام الوطني للولايات المتحدة. فيلم كيف كان واديي أخضرًا متاح على أسطوانة فيديو من فوكس القرن العشرين كجزء من مجموعة استديوهات فوكس للقرن العشرين.
تم اقتباس الكتاب مرتين بواسطة بي بي سي للتلفزيون، في عامي 1960 و 1975. إنتاج 1975 - كتبته إيلين مورغان   - قام بدور البطولة كلًا من ستانلي بيكر وسيان فيليبس ونيريس هيوز.
تم اقتباس الرواية كموسيقى برودواي، سميت وقت الغناء، والتي افتتحت في مسرح برودواي، نيويورك، في 21 مايو 1966. موسيقى جون موريس. كتابة وكلمات كلمات جيرالد فريدمان وجون موريس. تم إخراج الإنتاج من قبل السيد فريدمان، وكان في دور البطولة (إيفور إيمانويل)، (تيسي أوشيه)، (شاني واليس)، و (لورانس نايسميث).
تم تنفيذ نسخة مسرحية، من تأليف شون ماكينا وتمت في المسرح الملكي في نورثامبتون في عام 1990. تميزت بأول ظهور لأولد ألد جونز في دور هوو المراهق. أخرجه مايكل نابير براون وصممه راي ليت.
في عام 2017، تم أقتباس الكتاب أيضًا كفيلم قصير للاستخدام في الفيديو الموسيقي لأغنية Pleader من قبل الفرقة alt-J. ويأخذ تعديل الفيديو الموسيقي بعض الحريات في سرد القصة، مع تسبب انهيار أرضي في الموت العائلي المأساوي، والذي تسبب فيه صاروخ ألماني من طراز V2 خلال الحرب العالمية الثانية بدلاً من انفجار لغم.

## روابط خارجية
- كيف كان واديي أخضرا على موقع الموسوعة البريطانية (الإنجليزية)